# Gretchen Mol
Gretchen Mol (Deep River, Connecticut, 8 de novembre de 1972) és una actriu estatunidenca.
Estudià a l'Acadèmia de Música i Interpretació dels Estats Units, i es graduà en l'estudi William Esper. Es va fer famosa gràcies a un anunci de Coca-Cola en què feia de cambrera en un restaurant. La seva mare és artista i el seu pare director d'escola. El seu germà, Jim Mol també treballa d'actor.

## Biografia
Nascuda a Connecticut, és filla de dos professors. Estudia a l'American Musical and Dramatic Academy, i es diploma al William Esper Productions. Abans de debutar en la pel·lícula de Spike Lee Girl 6 - Sexe en línia va fer diverses feines, com la usciere a la Angelika film Center, model, i va sortir en diversos spots publicitaris, entre els quals un per la Coca-Cola. Després del debut amb Spike Lee, treballa per Abel Ferrara a Germans, després actua a la pel·lícula Donnie Brasco i L'última volta que m'estan suicidato. El 1998 actua al costat de Matt Damon en El jugador, després es dirigida per Woody Allen en Celebrity. El 1999 és protagonista de El tretzè pla, i el mateix any torna a treballar per Woody Allen en Acords i desacords.
El 2003 treballa per Neil LaBute en The Shape of Things, amb el qual ja havia treballat en la precedent versió teatral. Es va casar amb el director de cinema Tod Williams l'1 de juny de 2004. El 2005 fa de la pin-up i model bondage Bettie Page, en la pel·lícula biogràfica dirigida per Mary Harron, L'escandalosa vida de Bettie Page. El 2007 interpreta la dona de Christian Bale en El tren de les 3:10. Ha actuat també en diversos musicals, com Chicago i Godspell. El seu primer fill, un fill Ptolemy John Williams, va néixer el setembre de 2007. Al febrer de 2011, Mol va donar a llum la seva filla Winter Morgan Williams. Des que es va convertir en mare, Mol només ha agafat feina a prop de casa seva a la ciutat de Nova York. Mol és el portaveu nacional als Estats Units de la Fundació PMD, que finança la investigació i la conscienciació sobre la malaltia de Pelizaeus-Merzbacher, un trastorn neurològic que afecta els nens de tot el món.

## Filmografia
- Calm at Sunset: Emily (1996)
- The Funeral: Helen (1996)
- Dead Man's Walk: Maggie (1996)
- Girl 6: Girl #12 (1996)
- The Deli: Mary (1997)
- Subway Stories: Tales from the Underground: L'esposa (1997)
- The Last Time I Committed Suicide: Mary Greenway (1997)
- Donnie Brasco: Promesa de Sonny (1997)
- Bleach: Gwen (1998)
- Music From Another Room: Anna Swan (1998)
- New Rose Hotel: Esposa de Hiroshi (1998)
- Finding Graceland: Beatrice Gruman (1998)
- Rounders: Jo (1998)
- Celebrity: Vicky (1998)
- Too Tired to Die: Capri (1998)
- Just Looking: Hedy (1999)
- Meva per sempre (Forever Mine): Ella Brice (1999)
- Sweet and Lowdown: Ellie (1999)
- Cradle Will Rock: Marion Davies (1999)
- Nivell 13 (The Thirteenth Floor): Jane Fuller/Natasha Molinaro (1999)
- Get Carter: assassí implacable: Audrey (2000)
- Attraction: Liz (2000)
- Picnic: Madge Owens (2000)
- Freshening Up: Janelle (2002)
- Girls Club: Lynne Camden (2002)
- The Magnificent Ambersons: Lucy Morgan (2002)
- The Shape of Things: Jenny (2003)
- El tren de les 3:10 (3:10 to Yuma): Alice Evans (2007)
- Trainwreck: My Life as an Idiot (2007)
- An American Affair (2008)
- Tenure (2008)
- Life on Mars (2008–2009) (sèrie de TV)
- Boardwalk Empire (2010–2014) (sèrie de TV)
- Laggies (2014)
- True Story (2015)
- Anesthesia (2015)
- Manchester by the Sea (2016)
- Un home de família (2016)
- Arara (2019)
- False Positive (2021)